# Giulio Natta
Giulio Natta (26. února 1903 Imperia – 2. května 1979 Bergamo) byl italský chemik, nositel Nobelovy ceny za chemii za rok 1963. Obdržel ji společně s Karlem Zieglerem za objevy v oblasti chemie a technologie vysokých polymerů.
Vystudoval Milánskou polytechniku a několik let zde učil. Roku 1933 se stal profesorem a ředitelem Ústavu všeobecné chemie při Univerzitě v Pavii. Roku 1935 se stal profesorem fyzikální chemie na Univerzitě La Sapienza v Římě a téhož roku se jeho manželkou stala Rosita Beatiová, s níž měl dva syny. V letech 1936 až 1938 působil jako profesor a ředitel Ústavu průmyslové chemie na Polytechnice Turín. Roku 1938 se stal vedoucím Katedry chemického inženýrství Milánské polytechniky; to proběhlo za kontroverzních okolností, protože jeho předchůdce Mario Giacomo Levi byl nucen jako Žid odstoupit kvůli tomu, že fašistická Itálie zavedla protižidovské zákony. Roku 1956 u Natty propukla Parkinsonova nemoc.